# 臺南州立教育博物館
臺南州教育博物館，為日治時期臺灣臺南州所屬的公立博物館，創立於1902年。也是臺灣最早的公立博物館。

## 歷史

### 莊雅橋街時期
明治34（1901）年，日本領有臺灣後第6年，臺南縣廳開始計畫在「北白川宮殿下御遺跡」（後來的臺南神社）旁，成立臺南縣博物館。同年8月31日，縣令第28號公布《臺南縣博物館規程》、《臺南縣博物館職員規程》，當中規定在太子街設立博物館，並配置館長1人、評議員5人、主事3人、書記1人、監守2人、門衛1人、工友1人。
1902年2月26日，博物館正式開館，並對公眾開放。同時以訓令第5號修訂《臺南博物館規程》，規定博物館設置在莊雅橋街，名稱為臺南博物館。配置館長1人、主事3人（1人專任）、書記與看守人若干。開放時間為早上8時至下午5時閉館（11月至3月，延後1小時開閉）。

### 兩廣會館時期

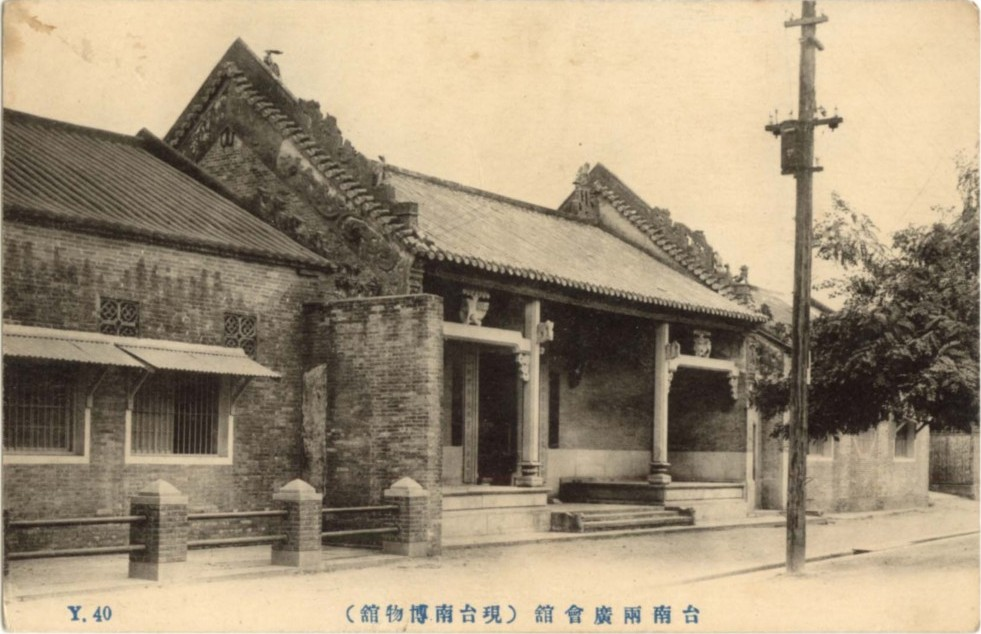
兩廣會館時期的臺南博物館

1922年，因臺南神社擴建，莊雅橋街的臺南博物館，移至兩廣會館重新開館，之後也更名臺南州立教育博物館。1927年，新的商品陳列館落成，一部分展品移轉至新館。

### 戰後
兩廣會館在二戰時，遭盟軍空襲擊中全毀，原址已成商業用地。一部分館藏移至國立臺南第二高級中學保存。

## 其他
奇美實業創辦人許文龍，小時候常造訪教育博物館，立志長大後也要開一間博物館，最後成立奇美博物館圓夢。而奇美為了彰顯與教育博物館的關係，2014年新館落成後，首檔特展「我的夢．阮的夢．咱的夢–奇美博物館的故事」，向臺南二中商借當年教育博物館的展品。

## 相關
- 奇美博物館
- 兩廣會館
- 台南市歷史館